# Katarzyna Rogowiec
Katarzyna Rogowiec (nacida el 14 de octubre de 1977) es una atleta paralímpica polaca. Ganó dos medallas de oro en los Juegos Paralímpicos de Invierno de 2006 en Turín en esquí de fondo, y también compite en los niveles más altos en biatlón. 

## Biografía
Nació en Rabka-Zdrój, Polonia. Cuando tenía tres años, sufrió un accidente durante la cosecha, cuando una cosechadora le cortó ambas manos. Ha dicho que no recuerda nada de eso, excepto por escucharlo a través de las anécdotas de sus padres. Creció y aprendió a comer y beber sin usar las manos. 
Se convirtió en miembro de la Agencia Mundial Antidopaje (AMA), al cual perteneció durante tres años a partir de enero de 2009.
Es economista de formación y vive en Cracovia, entrenando en Nowy Sącz.

## Carrera
Ganó tres medallas de plata en el Campeonato Mundial de 2003, y fue campeona mundial de biatlón en los 12.5.   km Individuales en el Campeonato del Mundo de 2005.
En 2010, estableció la Fundación Katarzyna Rogowiec avanti.
No participó en los Juegos Paralímpicos de Invierno 2014 en Sochi.